# Wishmaster 4
Série
Wishmaster 3
(2001)
Pour plus de détails, voir Fiche technique et Distribution.
Wishmaster 4 ou Le Maître du Cauchemar 4 : La Prophétie au Québec (Wishmaster 4: The Prophecy Fulfilled) est un film d'horreur américain réalisé par Chris Angel, sorti directement en vidéo en 2002. Il s'agit du quatrième volet de la saga Wishmaster.

## Synopsis
Libéré de son opale pour la quatrième fois, le Djinn revient et s'empare du corps de Steven Verdel, un avocat. Il se lance alors sur les traces de Lisa Burnley qui l'a délivré de sa prison afin d'ajouter son âme à sa collection.

## Fiche technique
- Titre original : Wishmaster 4: The Prophecy Fulfilled
- Titre français : Wishmaster 4
- Titre québécois : Le Maître du Cauchemar 4 : La Prophétie
- Réalisateur : Chris Angel
- Scénario : John Benjamin Martin
- Producteur : Gary Howsam
- Musique : Daryl Bennett
- Pays d'origine :  États-Unis
- Langue : anglais
- Dates de sortie : 
  -  États-Unis : 22 octobre 2002 (en DVD)
  -  France : 7 juin 2004 (en DVD)
- Interdit aux moins de 12 ans

## Distribution
- John Novak : le Djinn
- Jason Thompson : Sam Painter
- Tara Spenser-Nairn : Lisa
- Michael Trucco : Steven Verdel
- Victor Webster : le Chasseur
- John Benjamin Martin : Douglas Hollister
- Kimberly Huie : Tracy
- Mariam Bernstein : Jennifer